# AFC West
A AFC West é uma divisão da National Football League da American Football Conference.
A AFC West foi criada como um resultado da Fusão AFL-NFL em 1970. O novo NFL foi alinhado em seis divisões (duas conferências de quatro divisões cada). A AFC West original tinha quatro membros - o Denver Broncos, Kansas City Chiefs, Oakland Raiders e Los Angeles Chargers. Todos os quatro times estavam antes na divisão do Leste da American Football League. Esses quatro times estão na AFC West desde sua criação.
Quando os Seattle Seahawks e os Tampa Bay Buccaneers começaram a jogar em 1976, os Buccaneers forma colocados na AFC West e os Seahawks foram colocados na NFC West. Após um ano, Seattle foi movido para o AFC West e Tampa Bay foi movido para o NFC North. Os Seahawks jogaram na AFC West até o re-alinhamento de 2002, quando eles foram colocados de volta para a NFC West.

## Campeões da divisão
| Temporada | Time                | Recorde | Resultados do Playoff                       |
| --------- | ------------------- | ------- | ------------------------------------------- |
| 1970      | Oakland Raiders     | 8-4-2   | Perdeu no AFC Championship Game             |
| 1971      | Kansas City Chiefs  | 10-3-1  | Perdeu no AFC Divisional Playoffs           |
| 1972      | Oakland Raiders     | 10-3-1  | Perdeu no AFC Divisional Playoffs           |
| 1973      | Oakland Raiders     | 9-4-0   | Perdeu no AFC Championship Game             |
| 1974      | Oakland Raiders     | 12-2-0  | Perdeu no AFC Championship Game             |
| 1975      | Oakland Raiders     | 11-3-0  | Perdeu no AFC Championship Game             |
| 1976      | Oakland Raiders     | 13-1-0  | Ganhou o Super Bowl XI                      |
| 1977      | Denver Broncos      | 12-2-0  | Perdeu no Super Bowl XII                    |
| 1978      | Denver Broncos      | 10-6-0  | Perdeu no AFC Divisional Playoffs           |
| 1979      | San Diego Chargers  | 12-4-0  | Perdeu no AFC Divisional Playoffs           |
| 1980      | San Diego Chargers  | 11-5-0  | Perdeu no AFC Championship Game             |
| 1981      | San Diego Chargers  | 10-6-0  | Perdeu no AFC Championship Game             |
| 1982      | Los Angeles Raiders | 8-1-0   | Perdeu o AFC Second Round                   |
| 1983      | Los Angeles Raiders | 12-4-0  | Ganhou o Super Bowl XVIII                   |
| 1984      | Denver Broncos      | 13-3-0  | Perdeu no AFC Divisional Playoffs           |
| 1985      | Los Angeles Raiders | 12-4-0  | Perdeu no AFC Divisional Playoffs           |
| 1986      | Denver Broncos      | 11-5-0  | Perdeu no Super Bowl XXI                    |
| 1987      | Denver Broncos      | 10-4-1  | Perdeu no Super Bowl XXII                   |
| 1988      | Seattle Seahawks    | 9-7-0   | Perdeu no AFC Divisional Playoffs           |
| 1989      | Denver Broncos      | 11-5-0  | Perdeu no Super Bowl XXIV                   |
| 1990      | Los Angeles Raiders | 12-4-0  | Perdeu o AFC Championship Game              |
| 1991      | Denver Broncos      | 12-4-0  | Perdeu no AFC Championship Game             |
| 1992      | San Diego Chargers  | 11-5-0  | Perdeu no AFC Divisional Playoffs           |
| 1993      | Kansas City Chiefs  | 11-5-0  | Perdeu no AFC Championship Game             |
| 1994      | San Diego Chargers  | 11-5-0  | Perdeu no Super Bowl XXIX                   |
| 1995      | Kansas City Chiefs  | 13-3-0  | Perdeu no AFC Divisional Playoffs           |
| 1996      | Denver Broncos      | 13-3-0  | Perdeu o AFC Divisional Playoffs            |
| 1997      | Kansas City Chiefs  | 13-3-0  | Perdeu o AFC Divisional Playoffs            |
| 1998      | Denver Broncos      | 14-2-0  | Ganhou o Super Bowl XXXIII                  |
| 1999      | Seattle Seahawks    | 9-7-0   | Perdeu no AFC Wild Card Playoffs            |
| 2000      | Oakland Raiders     | 12-4-0  | Perdeu no AFC Championship Game             |
| 2001      | Oakland Raiders     | 10-6-0  | Perdeu no AFC Divisional Playoffs           |
| 2002      | Oakland Raiders     | 11-5-0  | Perdeu no Super Bowl XXXVII                 |
| 2003      | Kansas City Chiefs  | 13-3-0  | Perdeu no AFC Divisional Playoffs           |
| 2004      | San Diego Chargers  | 12-4-0  | Perdeu no AFC Wild Card Playoffs            |
| 2005      | Denver Broncos      | 13-3-0  | Perdeu o AFC Championship Game              |
| 2006      | San Diego Chargers  | 14-2-0  | Perdeu no AFC Divisional Playoffs           |
| 2007      | San Diego Chargers  | 11-5-0  | Perdeu no AFC Championship Game             |
| 2008      | San Diego Chargers  | 8-8-0   | Perdeu no AFC Divisional Playoffs           |
| 2009      | San Diego Chargers  | 13-3-0  | Perdeu no AFC Divisional Playoffs           |
| 2010      | Kansas City Chiefs  | 10-6-0  | Perdeu no AFC Wild Card Playoffs            |
| 2011      | Denver Broncos      | 8-8-0   | Perdeu no AFC Divisional Playoffs           |
| 2012      | Denver Broncos      | 13-3-0  | Perdeu no AFC Divisional Playoffs           |
| 2013      | Denver Broncos      | 13-3-0  | Perdeu o Super Bowl XLVIII                  |
| 2014      | Denver Broncos      | 12-4-0  | Perdeu no AFC Championship Game             |
| 2015      | Denver Broncos      | 12-4-0  | Ganhou o Super Bowl 50                      |
| 2016      | Kansas City Chiefs  | 12-4-0  | Perdeu no Perdeu no AFC Divisional Playoffs |
| 2017      | Kansas City Chiefs  | 10-6-0  | Perdeu no AFC Wild Card Playoffs            |
| 2018      | Kansas City Chiefs  | 12-4-0  | Perdeu no AFC Championship Game             |
| 2019      | Kansas City Chiefs  | 12-4-0  | Ganhou o Super Bowl LIV                     |
| 2020      | Kansas City Chiefs  | 14-2-0  | Perdeu no Super Bowl LV                     |
| 2021      | Kansas City Chiefs  | 12-5-0  | Perdeu no AFC Championship Game             |
| 2022      | Kansas City Chiefs  | 14-3-0  | Ganhou o Super Bowl LVII                    |
| 2023      | Kansas City Chiefs  | 11-6-0  | Ganhou o Super Bowl LVIII                   |
| 2024      | Kansas City Chiefs  | 15-2-0  | Perdeu no Super Bowl LIX                    |

## Lista de vencedores da AFC West
| Timem                                      | Campeão da Divisão AFL/AFC West | Classificado para os playoffs | Campeões da AFC | Campeões da AFL | Campeões do Super Bowl | Total de campeonatos |
| ------------------------------------------ | ------------------------------- | ----------------------------- | --------------- | --------------- | ---------------------- | -------------------- |
| Denver Broncos                             | 15                              | 22                            | 8               | 0               | 3                      | 3                    |
| Dallas Texans/Kansas City Chiefs           | 13                              | 23                            | 4               | 1               | 2                      | 3                    |
| Oakland/Los Angeles/Las Vegas Raiders      | 15                              | 22                            | 5               | 1               | 3                      | 4                    |
| Los Angeles/San Diego/Los Angeles Chargers | 15                              | 19                            | 1               | 1               | 0                      | 1                    |
| Total                                      | Total                           | 86                            | 17              | 4               | 8                      | 11                   |

## Classificados pelo Wild Card
| Temporada | Time                                   | Recorde       | Resultado do Playoff                                             |
| --------- | -------------------------------------- | ------------- | ---------------------------------------------------------------- |
| 1970      | Nenhum                                 | --            | --                                                               |
| 1971      | Nenhum                                 | --            | --                                                               |
| 1972      | Nenhum                                 | --            | --                                                               |
| 1973      | Nenhum                                 | --            | --                                                               |
| 1974      | Nenhum                                 | --            | --                                                               |
| 1975      | Nenhum                                 | --            | --                                                               |
| 1976      | Nenhum                                 | --            | --                                                               |
| 1977      | Oakland Raiders                        | 11-3-0        | Perdeu o AFC Championship Game                                   |
| 1978      | Nenhum                                 | --            | --                                                               |
| 1979      | Denver Broncos                         | 10-6-0        | Perdeu o AFC Wild Card Playoffs                                  |
| 1980      | Oakland Raiders                        | 11-5-0        | Ganhou o Super Bowl XV                                           |
| 1981      | Nenhum                                 | --            | --                                                               |
| 1982      | San Diego Chargers                     | 6-3-0         | Perdeu o AFC Second Round                                        |
| 1983      | Seattle Seahawks Denver Broncos        | 9-7-0         | Perdeu o AFC Championship Game Perdeu o AFC Wild Card Playoffs   |
| 1984      | Seattle Seahawks Los Angeles Raiders   | 12-4-0 11-5-0 | Perdeu o AFC Divisional Playoffs Perdeu o AFC Wild Card Playoffs |
| 1985      | Nenhum                                 | --            | --                                                               |
| 1986      | Kansas City Chiefs                     | 10-6-0        | Perdeu o AFC Wild Card Playoffs                                  |
| 1987      | Seattle Seahawks                       | 9-6-0         | Perdeu o AFC Wild Card Playoffs                                  |
| 1988      | Nenhum                                 | --            | --                                                               |
| 1989      | Nenhum                                 | --            | --                                                               |
| 1990      | Kansas City Chiefs                     | 11-5-0        | Perdeu o AFC Wild Card Playoffs                                  |
| 1991      | Kansas City Chiefs Los Angeles Raiders | 10-6-0 9-7-0  | Perdeu o AFC Divisional Playoffs Perdeu o AFC Wild Card Playoffs |
| 1992      | Kansas City Chiefs                     | 10-6-0        | Perdeu o AFC Wild Card Playoffs                                  |
| 1993      | Los Angeles Raiders Denver Broncos     | 10-6-0 9-7-0  | Perdeu o AFC Divisional Playoffs Perdeu o AFC Wild Card Playoffs |
| 1994      | Kansas City Chiefs                     | 9-7-0         | Perdeu o AFC Wild Card Playoffs                                  |
| 1995      | San Diego Chargers                     | 9-7-0         | Perdeu o AFC Wild Card Playoffs                                  |
| 1996      | Nenhum                                 | --            | --                                                               |
| 1997      | Denver Broncos                         | 12-4-0        | Ganhou o Super Bowl XXXII                                        |
| 1998      | Nenhum                                 | --            | --                                                               |
| 1999      | Nenhum                                 | --            | --                                                               |
| 2000      | Denver Broncos                         | 11-5-0        | Perdeu o AFC Wild Card Playoffs                                  |
| 2001      | Nenhum                                 | --            | --                                                               |
| 2002      | Nenhum                                 | --            | --                                                               |
| 2003      | Denver Broncos                         | 10-6-0        | Perdeu o AFC Wild Card Playoffs                                  |
| 2004      | Denver Broncos                         | 10-6-0        | Perdeu o AFC Wild Card Playoffs                                  |
| 2005      | Nenhum                                 | --            | --                                                               |
| 2006      | Kansas City Chiefs                     | 9-7-0         | Perdeu o AFC Wild Card Playoffs                                  |
| 2007      | Nenhum                                 | --            | --                                                               |
| 2008      | Nenhum                                 | --            | --                                                               |
| 2009      | Nenhum                                 | --            | --                                                               |
| 2010      | Nenhum                                 | --            | --                                                               |
| 2011      | Nenhum                                 | --            | --                                                               |
| 2012      | Nenhum                                 | --            | --                                                               |
| 2013      | Kansas City Chiefs                     | 11-5-0        | Perdeu o AFC Wild Card Playoffs                                  |
| 2013      | San Diego Chargers                     | 9-7-0         | Perdeu o AFC Divisional Playoffs                                 |
| 2014      | Nenhum                                 | --            | --                                                               |
| 2015      | Kansas City Chiefs                     | 11-5-0        | Perdeu o AFC Divisional Playoffs                                 |
| 2016      | Oakland Raiders                        | 12-4-0        | Perdeu o AFC Wild Card Playoffs                                  |
| 2017      | Nenhum                                 | --            | --                                                               |
| 2018      | Los Angeles Chargers                   | 12-4-0        | Perdeu o AFC Divisional Playoffs                                 |
| 2019      | Nenhum                                 | --            | --                                                               |
| 2020      | Nenhum                                 | --            | --                                                               |
| 2021      | Las Vegas Raiders                      | 10-7          | Perdeu o AFC Wild Card Playoffs                                  |
| 2022      | Los Angeles Chargers                   | 10-7          | Perdeu o AFC Wild Card Playoffs                                  |